# Tepuihyla
Tepuihyla és un gènere de granotes de la família dels hílids que es troba a les muntanyes de l'est i sud-est de Veneçuela, Guyana i, possiblement també, el Brasil.

## Taxonomia
- Tepuihyla aecii
- Tepuihyla celsae
- Tepuihyla edelcae
- Tepuihyla luteolabris
- Tepuihyla rodriguezi